# Fred. C. Willis
Fred. C. Willis, vollständig Frederick Charles Willis bzw. Friedrich Carl Willis (geboren am 16. April 1883 in Prag; gestorben 14. Februar 1967 in Florenz) war ein deutscher Kunsthistoriker und Journalist.

## Leben
Willis war Sohn des britischen Rittmeisters John Robinson Willis und seiner Ehefrau Eleonore (geb. Schicho). Er erhielt bis zu seinem 10. Lebensjahr Privatunterricht und besuchte von 1893 bis 1899 die Knabenanstalt und das Pädagogium in Niesky. Anschließend besuchte er bis 1902 das Gymnasium in Dresden-Neustadt, das er mit dem Reifezeugnis beendete.
Er studierte zunächst Jura an den Universitäten Freiburg, Berlin, Kiel und Leipzig. In den Jahren 1902 und 1903 wurde er zum Militärdienst in das 2. Königlich Sächsische Husaren-Regiment Nr. 19 in Grimma einberufen, das er 1907 als Leutnant der Reserve wieder verließ.
Von 1907 bis 1910 studierte Willis Kunstgeschichte an den Universitäten Halle und Leipzig und besuchte unter anderem die Vorlesungen von Adolph Goldschmidt, Paul Menzer, Johannes Richter, Carl Robert, August Schmarsow, Franz Studniczka, Rudolf Wackernagel oder Wilhelm Wundt. Er schrieb in Halle eine Dissertation über niederländische Marinemalerei. Für die Recherche zu seiner Dissertation suchte er zahlreiche Kunstsammler, Museumsleiter und Kunsthistoriker wie Cornelis Hofstede de Groot in Den Haag auf, der ihm die Notizen über seine eigenen Nachforschungen zur Verfügung stellte. 1910 wurde er in Halle bei Adolph Goldschmidt promoviert, seine Dissertation wurde 1911 gedruckt. An der Universität Kiel wurde er Assistent bei Georg Vitzthum von Eckstädt und am 26. Juli 1914 habilitiert und Privatdozent, am 15. November 1918 trat er aus dem Lehrkörper aus. Von 1914 bis 1918 nahm er am Ersten Weltkrieg teil.
Seit dem 1. Juli 1921 war er mit Ulrich Thieme Mitherausgeber des biographischen Künstlerlexikons Allgemeines Lexikon der bildenden Künstler von der Antike bis zur Gegenwart, mit Erscheinen von Band 15 im Herbst 1922 beendete er diese Tätigkeit.
Ab 1924 war er in Rom als Auslandskorrespondent der Hamburger Nachrichten und verschiedener weiterer deutscher rechtskonservativer Zeitungen für den „Dienst nationaler Zeitungen (Dinat)“ tätig. Hier war er auch 1931 Mitbegründer der Ortsgruppe der NSDAP, deren Ortsgruppenleiter er bis 1933 war. 1931 erhielt er den Orden der Krone von Italien.
1933 wurde er Referent im Reichsministerium für Volksaufklärung und Propaganda in Berlin. Er veröffentlichte 1937 einen Bildband über den Besuch Mussolinis in Deutschland. An der Ausland-Hochschule an der Universität Berlin hielt er vom Wintersemester 1936/37 bis Ende April 1938 Übungen und Vorlesungen über Italien ab.
Von 1938 bis 1939 war Willis als Nachfolger von Herbert Gericke Direktor der Deutschen Akademie Villa Massimo in Rom. Am 30. April 1938 wurde er zum Sturmbannführer ernannt.
Seit 1943 lebte er als Privatgelehrter in Florenz. Er liegt auf dem Cimitero Evangelico agli Allori in Florenz begraben.

## Publikationen (Auswahl)
- Die niederländische Marinemalerei. Dissertation Halle 1910
  - Dissertationsdruck: Robert Noske, Borna-Leipzig 1910 (archive.org).
  - Buchfassung: Klinkhardt & Biermann, Leipzig 1911.
- Ein Bild des Jan Abrahamsz Beerstraten und seine Vorlage. In: Monatshefte für Kunstwissenschaft. Band 6, Nr. 4, 1913, ISSN 0863-5811, S. 160–163, JSTOR:24493933.
- Ein unbekanntes Porträt Tiepolos. In: Der Cicerone. 5, Heft 4, 1913, S. 139–140 (ub.uni-heidelberg.de).
- Zur Kenntnis der Antwerpener Kleinmeister des frühen 16. Jahrhunderts. In: Monatshefte für Kunstwissenschaft. 7, Heft 2, 1914, JSTOR:24494002, S. 43–47.
- Die frühromantische Malerei. In: Kunstchronik und Kunstmarkt. 56. Jahrgang, Heft Nr. 4/5 und 6, 1920, S. 70–75 und S. 104–110 (ub.uni-heidelberg.de, ub.uni-heidelberg.de).
- Einleitung. In: Benito Mussolini: Reden. Eine Auswahl aus den Jahren 1914 bis Ende August 1924. Hrsg. von Max H. Meyer. K. F. Koehler, Leipzig 1925.
- Rom von heute. Alster-Verlag, Hamburg 1930.
- Männer um Mussolini. Eher, München 1932.
- Mussolini in Deutschland. Eine Volkskundgebung für den Frieden in den Tagen vom 25. bis 29. September 1937. Freiheitsverlag, Berlin 1937.
- Der koloniale Gedanke in Italien. In: Zeitschrift für Politik. 29, 1939, S. 102–110.

Übersetzungen
- Fortunato Bellonzi, Ennio Francia: Rom, Vatikanstadt, Umgebung Roms. Kunsthistorischer Führer. Florenz 1953, DNB 450349381.
- Roberto Bartolino: Florenz und seine Umgebung. Beschreibung der Denkmäler, Galerien und Museen. Florenz 1955.